# Mount-Isarog-Nasenratte

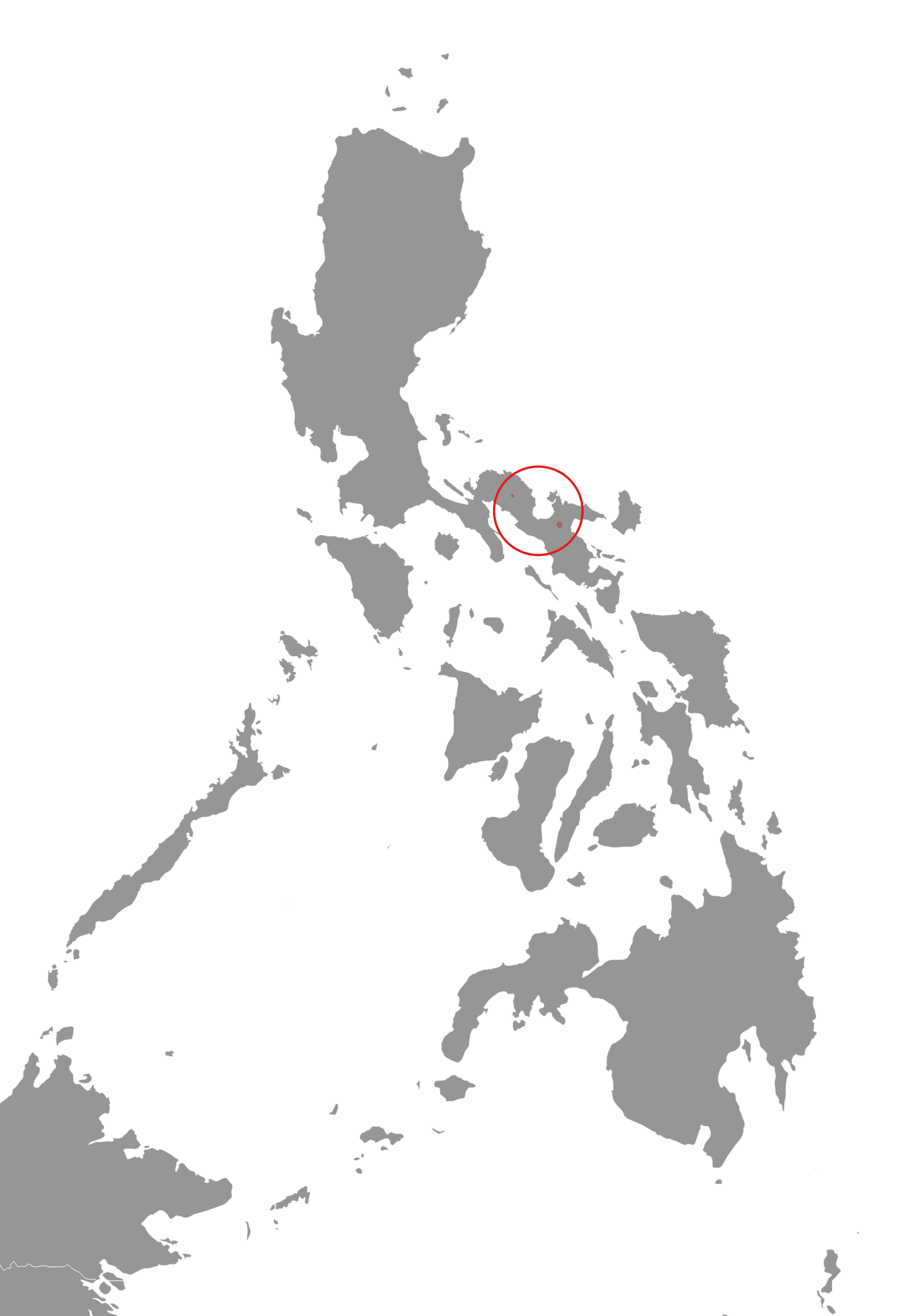
Verbreitungsgebiet der Mount-Isarog-Nasenratte

Die Mount-Isarog-Nasenratte (Rhynchomys isarogensis) ist ein auf den Philippinen verbreitetes Nagetier in der Gattung der Nasenratten. Das Typusexemplar stammt vom Berg Isarog auf der Insel Luzon.

## Merkmale
Mit einer Kopf-Rumpf-Länge von 178 bis 190 mm, einer Schwanzlänge von 126 bis 130 mm und einem Gewicht von 135 bis 155 g erreicht die Art dieselbe Größe wie andere Gattungsvertreter. Sie hat 39 bis 40 mm lange Hinterfüße und 24 bis 25 mm lange Ohren. Typisch sind eine langgestreckte Schnauze mit kleinen Schneidezähnen und lange Vibrissen sowie kleine Augen. Das graue Fell der Oberseite ist weich und dicht. Es wird zur Unterseite hin heller. Weitere Kennzeichen sind schmale Füße und ein grauer Schwanz. Weibchen besitzen vier paarig angeordnete Zitzen.

## Verbreitung und Lebensweise
Die Mount-Isarog-Nasenratte lebt am Berg in Bereichen, die auf 1250 bis 1800 Meter Höhe liegen. Funde vom Mount Labo zählen möglicherweise zu dieser Art. Die Exemplare halten sich in feuchten moosbewachsenen Wäldern auf. Typische Pflanzen sind Steineiben, Bäume der Gattung Lithocarpus und Vertreter der Gattung Syzygium.
Dieses Nagetier ist nachtaktiv und bodenbewohnend. Die untersuchten Exemplare gingen in Fallen, die Regenwürmer als Köder hatten. Sie hatten Reste von Insekten im Verdauungstrakt.

## Gefährdung
Nach der Einrichtung des Mount-Isarog-Nationalparks fanden keine Rodungen in tieferen Lagen mehr statt. Die Gesamtpopulation wird als stabil eingeschätzt. Die IUCN listet die Mount-Isarog-Nasenratte aufgrund des kleinen Verbreitungsgebiets von maximal 39 km² als gefährdet (vulnerable).